# Distrito electoral de Fairview (condado de Dawson, Nebraska)
Fairview (en inglés: Fairview Precinct) es un distrito electoral ubicado en el condado de Dawson en el estado estadounidense de Nebraska. En el Censo de 2010 tenía una población de 250 habitantes y una densidad poblacional de 1,27 personas por km².

## Geografía
Fairview se encuentra ubicado en las coordenadas 40°50′20″N 100°7′57″O / 40.83889, -100.13250. Según la Oficina del Censo de los Estados Unidos, Fairview tiene una superficie total de 196.72 km², de la cual 195.76 km² corresponden a tierra firme y (0.49%) 0.96 km² es agua.

## Demografía
Según el censo de 2010, había 250 personas residiendo en Fairview. La densidad de población era de 1,27 hab./km². De los 250 habitantes, Fairview estaba compuesto por el 93.2% blancos, el 1.2% eran afroamericanos, el 4% eran amerindios, el 0.4% eran de otras razas y el 1.2% pertenecían a dos o más razas. Del total de la población el 6.4% eran hispanos o latinos de cualquier raza.